# Release
Release és el dotzè disc (el vuitè de material nou) del grup anglès de pop electrònic Pet Shop Boys. Fou publicat l'any 2002.
Continuant amb la tradició de canviar el so de cada nou àlbum, a Release Lowe i Tennant van donar entrada als instruments típics del rock (com ara les guitarres, el baix o la bateria), que si bé en altres discos també havien tingut presència, en aquest cas el seu protagonisme és molt superior; els temes més electrònics i ballables són "Here" i "The samurai in autumn".
El material que Lowe i Tennant compongueren per a Release és molt més emocional que el dels discos anteriors, i es pot considerar una continuació de Behaviour quant a la seva atmosfera. Els senzills extrets de l'àlbum foren "Home and dry", la balada "I get along" i, només a Alemanya, "London", on tracten el fenomen de la immigració. També és destacable "The night I fell in love", que explica la història de la relació homosexual entre un jove afeccionat al rap i el seu ídol durant una nit després d'un concert; la cançó va causar polèmica perquè diverses referències al text insinuaven que el cantant en qüestió era Eminem.
Fins a la data, Release és el disc menys venut dels Pet Shop Boys; en els discos posteriors, Lowe i Tennant s'han apartat de l'estil que mostraren en aquest àlbum i, així, Disco 3 o Fundamental són molt més representatius de l'estil tradicional del grup.
Als EUA s'hi va editar una versió doble del disc, amb cares B i versions inèdites. L'edició original de Release tenia una portada de color gris, però després han aparegut edicions limitades en to metal·litzat, amb portades de color gris, rosa, vermell o blau.

## Temes

### 7243 5381502
Temes escrits per Chris Lowe i Neil Tennant excepte on s'epecifiqui altrament.
1. Home and dry – 4,21
2. I get along – 5,50
3. Birthday boy – 6,27
4. London (Tennant/Lowe/Zippel) – 3,47
5. E-mail – 3,55
6. The Samurai in autumn – 4,18
7. Love is a catastrophe – 4,50
8. Here – 3,16
9. The night I fell in love – 5,04
10. You choose – 3,11

### Disc 2 (Edició nord-americana)
1. Home and dry (ambient mix) – 5,29
2. Sexy northerner – 3,40
3. Always – 5,06
4. Closer to heaven (Slow version) – 6,30
5. Nightlife – 3,56
6. Friendly fire (studio version) – 3,26
7. Break 4 Love (UK radio mix) (PSB i Peter Rauhofer) – 3,29
8. Home and dry (Blank & Jones mix) – 6,38

CD-ROM: Vídeo de "Home and Dry".

## Senzills
1. Home and dry / Sexy northerner (18 de març de 2002).
2. I get along / Searching for the face of Jesus / Between two islands (15 de juliol de 2002).
3. London / Positive role model (14 d'octubre de 2002).

## Dades
- Neil Tennant - Veus, guitarra, teclats.
- Chris Lowe - Teclats, caixa de ritmes, veus addicionals al tema 1.
- Pete Gleadall - Programador i enginyer de so a tots els temes menys al 4.
- Johnny Marr - Guitarra als temes 1, 2, 3, 5, 7, 9 i 10.
- Jody Linscott - Percussió als temes 1, 2, 3, 5, 7, 8, 9 i 10.
- Steve Walters - Baix als temes 2, 3 i 9.
- Chris Zippel - Teclats al tema 4.
- "Little Mike" - Guitarra i baix al tema 4.